# 微隆微蛛
微隆微蛛（学名：Erigone subprominens）为皿蛛科微蛛属的动物。在中国大陆，分布于内蒙古等地。该物种的模式产地在内蒙古。